# District Number Three
District Number Three, även kallad Wee, är ett distrikt i Liberia. Det ligger i regionen Grand Bassa County, i den centrala delen av landet, 140 km öster om huvudstaden Monrovia.
Antalet invånare uppgick, enligt folkräkningen 2022, till 62 421.